# Rembrandt (Iowa)
Rembrandt – miasto w Stanach Zjednoczonych, w stanie Iowa, w hrabstwie Buena Vista. W 2000 roku liczyło 228 mieszkańców.